# Diocese de Tlaxcala
A Diocese de Tlaxcala (em latim: Dioecesis Tlaxcalensis) é uma diocese da Igreja Católica localizada no município de Tlaxcala de Xicohténcatl, no estado de Tlaxcala, pertencente a Arquidiocese de Puebla de los Ángeles no México. Foi fundada em 23 de maio de 1959 pelo Papa João XXIII. Com uma população católica de 1.218.000 habitantes, sendo 90,0% da população total, possui 83 paróquias com dados de 2021.

## História
Em 23 de maio de 1959 o Papa João XXIII cria a Diocese de Tlaxcala através dos territórios da Arquidiocese da Cidade do México e da Arquidiocese de Puebla de los Ángeles.

## Lista de bispos
A seguir uma lista de bispos desde a criação da diocese em 1959.
|                              | Nome                             | Período            | Notas                        |
| Bispos de Tlaxcala           | Bispos de Tlaxcala               | Bispos de Tlaxcala | Bispos de Tlaxcala           |
| ---------------------------- | -------------------------------- | ------------------ | ---------------------------- |
| 4º                           | Julio César Salcedo Aquino, M.J. | 2017 - atual       |                              |
| 3º                           | Francisco Moreno Barrón          | 2008 - 2016        | Nomeado arcebispo de Tijuana |
| 2º                           | Jacinto Guerrero Torres          | 2001 - 2006        | Faleceu no cargo             |
| 1º                           | Luis Munive Escobar              | 1959 - 2001        | Faleceu no cargo             |
| Bispos coadjutor de Tlaxcala |                                  |                    |                              |
| 1º                           | Jacinto Guerrero Torres          | 1991 - 2001        | Nomeado bispo dessa diocese  |